# Valborg Svensson (politiker)
Greta Valborg Elisabet Svensson, född 29 januari 1903 i Rogberga församling i Jönköpings län, död 20 april 1983 i Bromma församling i Stockholm, var en svensk politiker, agitator, skribent och redaktör, och en av de ledande kvinnliga partiaktiva kommunisterna i Sverige under 1900-talets första hälft.

## Biografi
Valborg Svenssons far var gjutare i Husqvarna vapenfabrik. Hennes mor dog när Valborg Svensson var sju år. Fadern gifte om sig och när syskonskaran utökades fick hon möjlighet att bo hos sin lärarinna på landet som fosterbarn. Innan dess hade hon gått fyra år i folkskola i Huskvarna. När hon var 15 år flyttade hon till Jönköping och fick först en plats som husa i en officersfamilj och sedan som hembiträde i en annan familj. Därmed blev arbetsvillkoren och lönen bättre.
Genom en danstillställning i Huskvarna Folkets Hus, arrangerad av Vänstersocialistiska partiets kvinnoklubb, kom Valborg Svensson i kontakt med den kommunistiska rörelsen. Hennes farbror och hans fru var medlemmar i partiet och Valborg Svensson råddes att gå med i Kommunistiska ungdomsförbundet. I några år arbetade hon som strykerska på en linnefabrik i Jönköping. Arbetet var tungt och slitsamt och för att förändra villkoren försökte hon starta en fackförening. Den kom dock inte att leva så länge. Hennes egen berättelse om de tidiga arbetsåren skildrar upplevda orättvisor, hårt arbete och en engagerad ung kvinna som sålde tidningen Stormklockan och samlade in pengar.
Som 25-åring flyttade Valborg Svensson till Stockholm och försörjde sig återigen som hembiträde. Hon gick med i Sveriges kommunistiska parti (SKP) 1928, men organiserade också hembiträden genom att på kaffestunder i köken sälja tidningen Hemslavinnan. När SKP 1930 startade Arbetarkvinnornas tidning (AKT) blev hon medlem i redaktionskommittén. Efter två års anställning som hembiträde sade Valborg Svensson upp sig och antog ett erbjudande om att resa till Moskva, Sovjetunionen, för att utbilda sig till agitator. Där träffade hon den norske kommunisten Arvid G. Hansen, organisatör för de skandinaviska kurserna. De levde tillsammans i ett kamratäktenskap under perioder av 1930-talet.
När Valborg Svensson 1933 återvände till Stockholm anlitades hon flitigt av partiet som agitator. Säkerhetspolisen började intressera sig för hennes aktiviteter och upprättade en personakt. De långa föredragsturnéerna i Norrland noterades, men även ett framträdande hon gjorde på Internationella kvinnodagen 1933. I en radiointervju den 8 mars 50 år senare benämndes hon ”kvinnodagsveteran” när hon skildrade hur hon talade mot fascism, krigshot och ekonomisk kris. Valborg Svensson valdes också in i SKP:s centralkommitté, blev redaktör för AKT, redigerade kvinnosidor i Ny Dag och samlade in pengar till Spanienfrivilliga. Mellan 1936 och 1938 bodde hon mestadels i Bergen, Norge, tillsammans med Arvid G. Hansen.
Valborg Svensson agiterade flitigt för att mobilisera kvinnor och publicerade 1934 de båda pamfletterna "Arbetarkvinnor! – Med vem röstar ni?" och "Arbetarkvinnorna inför ett nytt världskrig". År 1940 kom "Ett allvarsord till kvinnorna!" och två år senare "Ett ord till husmor". Under 1930-talet organiserade hon särskilda aktiviteter för kvinnor där även partilösa kvinnor kunde delta i sycirklar och politiskt solidaritetsarbete.
Från 1942 till 1962 satt Valborg Svensson i Stockholms stadsfullmäktige för SKP och var engagerad i barnavårdsnämnden, sociala nämnden och nykterhetskommittén. Frågor som lekplatser, ekonomisk hjälp åt alkoholisters familjer, kortare arbetstid för mödrar och barnpensionat för tillfällig vård av barn intresserade henne. Under andra världskriget kom Valborg Svensson i kontakt med Svenska Kvinnors Vänsterförbund (SKV) genom arbetet för Centrala hjälpkommittén för Leningrads barn. Uppmaningen att samla in pengar och att sy barnkläder kom 1943 från AKT. I kommittéarbetet mötte Valborg Svensson läkaren Ada Nilsson från SKV.
Kvinnornas Demokratiska Världsförbund (KDV) bildades 1945 i Paris mot fascism, för fred samt för kvinnors och barns rättigheter. Året därpå anslöt sig SKV och flera kommunister gick med i vänsterförbundet. Tidningen AKT lades ner 1947. En ny publikation, Vi kvinnor i demokratiskt världsförbund, startades av SKV. Den kom under 1970-talet att anta namnet Vi Mänskor. Under 1950-talet tillhörde Valborg Svensson redaktionen men blev sedan ansvarig utgivare, ett uppdrag som hon hade till slutet av sitt liv. Hon fortsatte sitt solidaritetsarbete genom en insamling till Vietnams kvinnor och barn. På 1970-talet inför arbetet med pjäsen Jösses flickor – befrielsen är nära, av regissörerna Margareta Garpe och Suzanne Osten, bidrog Valborg Svensson till det förberedande arbetet genom att låta sig intervjuas och därmed skapa ett kvinnohistoriskt material för pjäsen.
Valborg Svensson avled 1983, strax efter sin 80-årsdag. Hon är gravsatt på Skogskyrkogården i Gamla Enskede i Stockholm.